# Dinapur Nizamat
Dinapur Nizamat là một thành phố và khu đô thị của quận Patna thuộc bang Bihar, Ấn Độ.

## Nhân khẩu
Theo điều tra dân số năm 2001 của Ấn Độ, Dinapur Nizamat có dân số 130.339 người. Phái nam chiếm 53% tổng số dân và phái nữ chiếm 47%. Dinapur Nizamat có tỷ lệ 56% biết đọc biết viết, thấp hơn tỷ lệ trung bình toàn quốc là 59,5%: tỷ lệ cho phái nam là 64%, và tỷ lệ cho phái nữ là 47%. Tại Dinapur Nizamat, 15% dân số nhỏ hơn 6 tuổi.